# شهریارک آسمانی
شهریارک آسمانی (نام علمی: Hypothymis coelestis) نام یک گونه از سرده شهریارک‌های آبی است.